# Karl Wilde (Diplomat)
Karl Wilde (* 7. Juli 1910 in Bochum; † 1984) war ein deutscher Ministerialbeamter und Diplomat, der unter anderem zwischen 1954 und 1956 Gesandter sowie zuletzt Botschafter der Bundesrepublik Deutschland in Luxemburg war.

## Leben
Wilde absolvierte nach dem Abitur ein Studium der Rechtswissenschaften an der Eberhard Karls Universität Tübingen, der Friedrich-Wilhelms-Universität zu Berlin, der Philipps-Universität Marburg, der Universität Genf, der Universität von Paris sowie der University of Cambridge, das er mit dem Ersten sowie Zweiten juristischen Staatsexamen abschloss. 1929 wurde er Mitglied der katholischen Studentenverbindung AV Guestfalia Tübingen im CV.  1934 erfolgte an der Friedrich-Alexander-Universität Erlangen seine Promotion zum Doktor der Rechte mit der Dissertation Die unterschiedliche Behandlung des mittelbaren und des unmittelbaren Täters. 1939 wurde er Beamter im Reichswirtschaftsministerium und war dort bis 1945 tätig. Während des Zweiten Weltkrieges war er Soldat der Wehrmacht und geriet in Kriegsgefangenschaft.
Nach Entlassung aus der Kriegsgefangenschaft wurde Wilde 1947 Mitarbeiter der Verwaltung für Verkehr des Vereinigten Wirtschaftsgebietes. Nach Gründung der Bundesrepublik Deutschland am 23. Mai 1949 wechselte er als Beamter in das Bundesministerium für Verkehr, ehe er von Januar bis Mai 1951 Persönlicher Referent von Bundeskanzler Konrad Adenauer war.
Im Anschluss wechselte Wilde am 1. Juni 1951 in das wieder geschaffene Auswärtige Amt und war dort zuletzt Vortragender Legationsrat. 1954 wurde er als Nachfolger von Josef Jansen Gesandter der Bundesrepublik Deutschland in Luxemburg. Während seiner Amtszeit wurde die Gesandtschaft am 11. April 1956 zur Botschaft umgewandelt und er selbst damit erster Botschafter. Kurz darauf wurde er jedoch durch Karl Graf von Spreti abgelöst.

## Veröffentlichung
- Die unterschiedliche Behandlung des mittelbaren und des unmittelbaren Täters, Dissertation Universität Erlangen, 1934